# Ali Çamdalı
Ali Çamdalı (* 22. Februar 1984 in Duisburg) ist ein ehemaliger deutscher Fußballspieler.

## Karriere
Çamdalı spielte als Jugendlicher für die GSG Duisburg und den Duisburger FV 08. 1998 wechselte er zu Borussia Mönchengladbach. Nach sieben Jahren verpflichtete Bayer 04 Leverkusen den jungen Türken für die in der Regionalliga spielende zweite Mannschaft. Trotz des Abstiegs in die Oberliga im Jahr 2007 erhielt Çamdalı ein Angebot des türkischen Erstligisten Kayserispor, das er auch annahm.
Sein Profidebüt für Kayserispor in der Süper Lig feierte Çamdalı am 15. März 2008, als er im Spiel gegen Gençlerbirliği Ankara kurz vor Schluss eingewechselt wurde. Nach einem Jahr verließ Çamdalı, der als Einwechselspieler nur zu fünf Kurzeinsätzen kam, den Verein jedoch und schloss sich dem Zweitligisten Kayseri Erciyesspor an. Dort wurde er Stammspieler, musste den Verein aber trotzdem am Ende der Saison verlassen. Erst nach einem halben Jahr ohne Verein wurde Çamdalı für die Rückrunde der Saison 2009/10 vom Ligakonkurrenten Kocaelispor verpflichtet. Jedoch konnte auch er nicht den Abstieg verhindern, weshalb er im Sommer 2010 zu Orduspor wechselte. Nach einem Jahr schaffte er mit Orduspor in den Relegationsspielen den Aufstieg in die Süper Lig. Ab der Saison 2010/11 war Çamdalı Führungsspieler und Kapitän von Orduspor.
Im Sommer 2013 wechselte Çamdalı zum neuen Erstligisten Konyaspor. Für Konyaspor spielte Çamdalı 140 Ligaspiele und erzielte sieben Tore. Im Sommer 2018 wechselte er zum Aufsteiger Çaykur Rizespor. Im Januar 2019 kehrte er nach einer halb Saison wieder zu Konyaspor zurück.

## Erfolge
- Türkischer Fußballpokal: 2008 (mit Kayserispor), 2017 (mit Konyaspor)
- Aufstieg in die türkische Süper Lig 2010 (mit Orduspor)
- TSYD-Pokal (Ankara): 2013 (mit Konyaspor)